# Blätter für deutsche Landesgeschichte

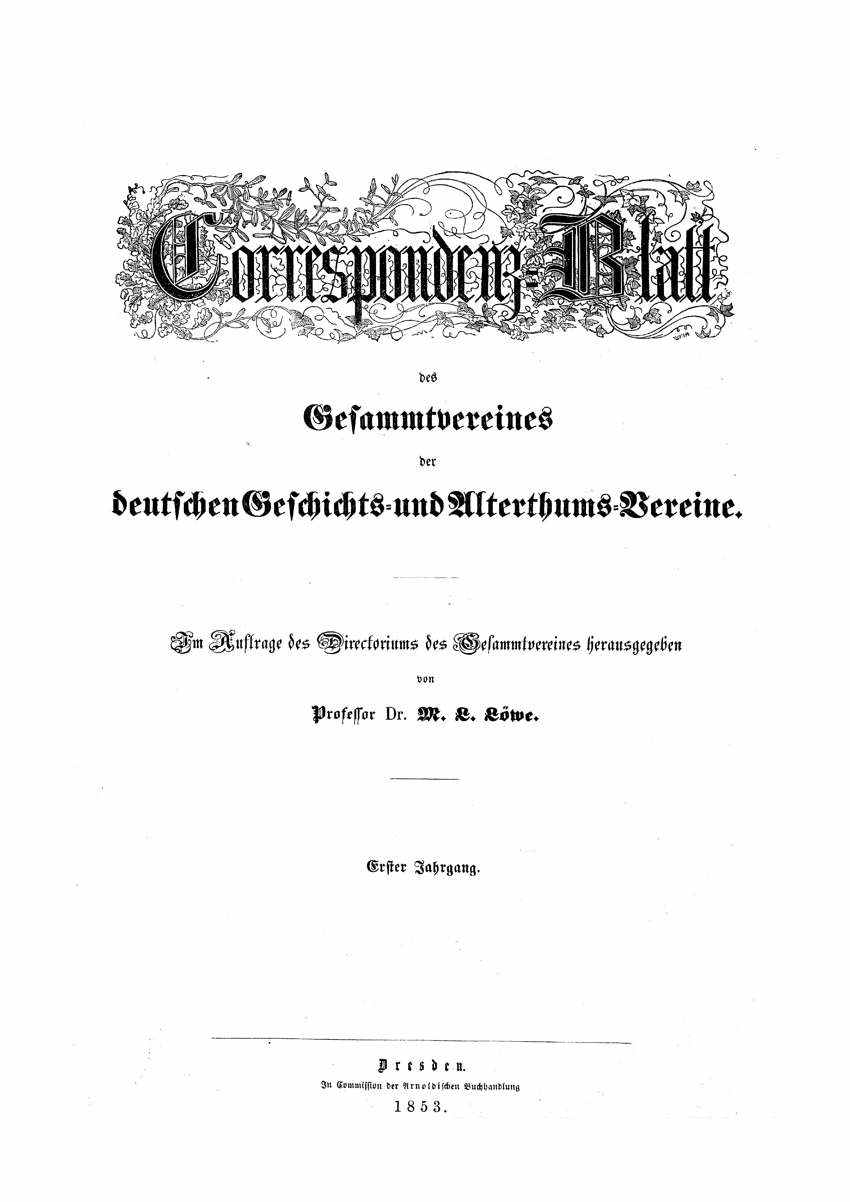
Die Titelseite der ersten Ausgabe von 1852

Die Blätter für deutsche Landesgeschichte (kurz BDLG oder BlldtLG) sind eine seit 1852 erscheinende Fachzeitschrift für die deutsche Landes- und Regionalgeschichte. Herausgeber ist der Gesamtverein der Deutschen Geschichts- und Altertumsvereine.

## Geschichte
Die Zeitschrift wurde 1852 gegründet und firmierte zunächst unter dem Titel Korrespondenzblatt des Gesamtvereins der Deutschen Geschichts- und Alterthumsvereine und erschien bis 1934 in 82 Jahrgängen im Berliner Mittlerverlag. 1936 wurde der Titel auf Blätter für deutsche Landesgeschichte. Neue Folge des Korrespondenzblattes  geändert, seit 1937 erscheint die Zeitschrift einmal jährlich unter diesem Titel. In den Jahren 1944 bis 1950 ist das Blatt nicht erschienen, so dass der 88. Jahrgang erst 1951 veröffentlicht wurde.
Der Gesamtverein der Deutschen Geschichts- und Altertumsvereine hatte sich 1852 auf zwei Tagungen mit dem Ziel gegründet, durch die Schaffung eines Dachverbands die Arbeit der unterschiedlichen Geschichtsvereine, Historischen Kommissionen und landesgeschichtlichen Institute in Deutschland zusammenzufassen und die landes- bzw. regionalgeschichtliche Forschung zu beflügeln. Hauptakteure in dieser Zeit waren Hans von und zu Aufseß, der Gründer des Germanischen Nationalmuseums, und Prinz Johann von Sachsen.
Die Zeitschrift bietet einen wissenschaftlichen Überblick in Form von Sammelberichten und Rezensionen sowie Literaturberichte zu bestimmten und veröffentlicht auch Aufsätze zu landesgeschichtlichen Themen. Im Jahr 1964 schrieb Georg Wilhelm Sante in einem Aufsatz zum 100. Band:

„Die moderne Landesgeschichte hat sich zum guten Teil abseits des Gesamtvereins und seiner Vereine entwickelt, und das ‚Korrespondenzblatt‘ hat dazu, seiner Aufgabe nach, nicht beigetragen. Es schien uns höchste Zeit, dass die ‚Blätter‘ diesen Abstand aufholten, und wir glaubten, es dem hundertjährigen Gesamtverein schuldig zu sein, dass er eine wissenschaftliche Zeitschrift erhalte, die, wie seinerzeit der Gesamtverein selbst, ein Mittelpunkt der landesgeschichtlichen Forschungen sein würde.“

| Name                | Zeitraum  | Standort                                                           |
| ------------------- | --------- | ------------------------------------------------------------------ |
| Georg Wilhelm Sante | 1956–1962 | Hessisches Hauptstaatsarchiv in Wiesbaden                          |
| Otto Renkhoff       | 1956–1970 | Hessisches Hauptstaatsarchiv in Wiesbaden                          |
| Hans Patze          | 1971–1985 | Institut für Historische Landesforschung der Universität Göttingen |
| Wilhelm Janssen     | 1986–1992 | Hauptstaatsarchiv in Düsseldorf                                    |
| Heinz-Günther Borck | 1993–2010 | Landesarchiv in Koblenz                                            |
| Klaus Neitmann      | seit 2010 | Brandenburgisches Landeshauptarchiv in Potsdam                     |

Die Zeitschrift ist inzwischen nahezu vollständig über die Bayerische Staatsbibliothek (Münchener Digitalisierungszentrum) im Internet aufzurufen. Die Jahrgänge 1852 bis Jahrgang 148 (2012) sind inzwischen (Stand November 2018) komplett online zugänglich.